# Toea
Der Toea (indonesisch Danau Toea) ist ein See auf der indonesischen Insel Roti (Kleine Sundainseln).

## Geographie
Der Toea liegt im Südosten des Distrikts Rote Tengah (Regierungsbezirk Rote Ndao, Provinz Ost-Nusa Tenggara).

## Fauna
Der Toea ist eines der Gebiete, in dem man letzte Exemplare der Chelodina mccordi mccordi findet, einer Unterart der McCords Schlangenhalsschildkröte. Auch hier steht sie durch illegalen Tierhandel und Verlust von Lebensraum kurz vor der Ausrottung.